# Ибердский
Ибердский — посёлок в Кораблинском районе Рязанской области. Входит в Кипчаковское сельское поселение.

## География
Близ посёлка находится пересыхающая река Ибердь. 

## История
В «Списках населённых мест Российской империи» за 1862 год деревня упоминается с двойным названием — Никольская (Иберд) при реке Ибердь.
Во второй половине XIX века селение называлось: деревня Никольская (Ибердь) при реке Иберде; сельцо Никольское, Ибердь тож; деревня (сельцо) Ибердь. В 1885 году в приход села Кипчакова в этом районе входили деревня Новоникольская (в 5 верстах) с 51 двором и деревня Никольская (Ибердь) (также в 5 верстах) с 3 дворами.
В то же время деревня Никольская (Ибердь) в 1959 году имела в своём составе 34 двора, то есть уменьшилась за четверть века на 31 двор. Поэтому можно предположить переселение её жителей в деревню Новоникольскую, которая взяла название Никольская, Ибердь тож и затем стала сельцом Ибердь. Одним из главных владельцев сельца являлся князь Николай Гагарин. Возможно, его имя и дало первую часть названия селения.

## Население
| 2010 |
| ---- |
| 428  |

## Инфраструктура
В посёлке работает спиртовой завод «Иберд-спирт» основанный в 1905 году.

## Русская православная церковь
В 3 километрах от посёлка находится Ибердский Александро-Невский Софрониев монастырь. 